# Мексилетин
Мексилетин  (англ. Mexiletine, лат. Mexiletinum) — синтетичний препарат, що є похідним амідних анестетиків (найбільш близький по хімічній структурі до лідокаїну), та належить до антиаритмічних препаратів Ib класу. Мексилетин переважно застосовується перорально, розроблена форма препарату для парентерального (внутрішньовенного) застосування. Мексилетин розроблений у США, і отримав схвалення FDA у 1986 році. Мексилетин, як і інші подібні амідні препарати, застосовувався також як місцевий анальгетик і антиконвульсант. Натепер застосування препарату обмежене, а в деяких країнах (зокрема, у Німеччині) мексилетин знятий з реєстрації.

## Фармакологічні властивості
Мексилетин — синтетичний антиаритмічний препарат Ib класу. Механізм дії препарату полягає у інгібуванні швидких натрієвих каналів. Мексилетин вкорочує потенціал дії кардіоміоцитів та ефективний рефрактерний період у волокнах Пуркіньє. Мексилетин при застосуванні у середніх терапевтичних дозах не викликає сповільнення атріовентрикулярної провідності та майже не впливає на скоротливу функцію шлуночків. Мексилетин має також місцевоанестезуючу активність, а також протисудомні властивості. Недоліком мексилетину є велика варіабельність метаболізму препарату, у зв'язку з чим існує складність підбору дози препарату для пацієнтів, яка може розтягуватися на кілька днів. Це не дозволяє застосовувати мексилетин для лікування гострих аритмій, і його основним показом до застосування залишається лише лікування хронічних шлуночкових аритмій. Іншим недоліком препарату є часті побічні ефекти мексилетину з боку нервової та травної системи, що також суттєво обмежує застосування препарату.

### Фармакокінетика
Мексилетин добре та повністю всмоктується у шлунково-кишковому тракті, біоступність при пероральному прийомі становить близько 90 %. При парентеральному застосуванні біодоступність становить 100 %. Препарат у помірній кількості(на 55 %) зв'язується з білками плазми крові. Максимальна концентрація препарату в крові досягається протягом 2—4 годин після перорального застосування. Мексилетин проникає через плацентарний бар'єр та виділяється в грудне молоко. Метаболізується препарат у печінці з утворенням 8 неактивних метаболітів. Виводиться препарат у вигляді метаболітів переважно із жовчю, лише 10—15 % препарату виводиться із сечею у незміненому вигляді. Період напіввиведення мексилетину варіює і становить 10—14 годин (згідно деяких джерел, цей час складає 8—16 годин), цей час може збільшуватися у хворих з інфарктом міокарду (згідно деяких джерел до 24 годин), а також при печінковій та нирковій недостатності.

## Показання до застосування
Мексилетин застосовується при шлуночковій екстрасистолії, шлуночковій тахікардії та для профілактики фібриляції шлуночків.

## Побічна дія
При застосуванні мексилетину побічні ефекти спостерігаються часто, і у 40 % призводять до відміни препарату. Найчастіше побічні ефекти спостерігаються з боку нервової та травної системи. Найхарактернішими побічними ефектами мексилетину є:
- Алергічні реакції — висипання на шкірі (4 % випадків застосування).
- З боку травної системи — нудота, блювання, печія (усі до 40 % випадків застосування), діарея (5 %), запор (4 %), сухість у роті (3 %).
- З боку нервової системи — головокружіння (19—26 %), тремор (13 %), порушення координації рухів (10 %), порушення сну (8 %), дратівливість (5—11 %), головний біль (6—8 %), порушення зору (6—8 %).
- З боку серцево-судинної системи — тахікардія (4—8 %), біль у грудній клітці (3—8 %), погіршення перебігу шлуночкових аритмій (1—2 %), периферичні набряки (4 %).
- Зміни в лабораторних аналізах — лейкопенія, агранулоцитоз, тромбоцитопенія (0,2 %), підвищення активності ферменті печінки.

## Протипокази
Мексилетин протипоказаний при підвищеній чутливості до препарату, вираженій брадикардії, AV-блокаді II—III ступеня (без наявності кардіостимулятора), хронічній серцевій недостатності, важкій артеріальній гіпотензії, кардіогенному шоці, паркінсонізмі. Згідно інструкції, застосування препарату при вагітності та годуванні грудьми, а також важкій нирковій або печінковій недостатності допускається лише по життєвих показах.

## Форми випуску
Мексилетин випускається у вигляді желатинових капсул по 0,2 г; та ампул по 10 мл 2,5 % розчину для парентерального застосування.